# 4331 Hubbard
A 4331 Hubbard (ideiglenes jelöléssel 1983 HC) a Naprendszer kisbolygóövében található aszteroida. Norman G. Thomas fedezte fel 1983. április 18-án.